# Nationalratswahlkreis Zürich-West
Der Nationalratswahlkreis Zürich-West war ein Wahlkreis bei Wahlen in den Schweizer Nationalrat. Er bestand von 1911 bis 1919 (Einführung des heute üblichen Proporzwahlrechts) und umfasste ein Gebiet im Westen des Kantons Zürich.

## Wahlverfahren
Hierbei handelte es sich um einen Pluralwahlkreis. Dies bedeutet, dass zwar mehrere Sitze zu verteilen waren, jedoch das Majorzwahlrecht zur Anwendung gelangte. Im Sinne der romanischen Mehrheitswahl benötigte ein Kandidat die absolute Mehrheit der Stimmen, um gewählt zu werden. Zur Verteilung aller Sitze waren unter Umständen mehrere Wahlgänge notwendig. Jeder Wähler hatte so viele Stimmen, wie Sitze zu vergeben waren.

## Bezeichnung und Sitzzahl
Zürich-West ist eine inoffizielle geographische Bezeichnung. Im amtlichen Gebrauch üblich war eine über die gesamte Schweiz angewendete fortlaufende Nummerierung, geordnet nach der Reihenfolge der Kantone in der schweizerischen Bundesverfassung. Zürich-West trug die Nummer 2.
Bei der Wahlkreisrevision von 1911 war Zürich-West der einzige neu geschaffene Wahlkreis und erhielt fünf Sitze zugeteilt.

## Ausdehnung

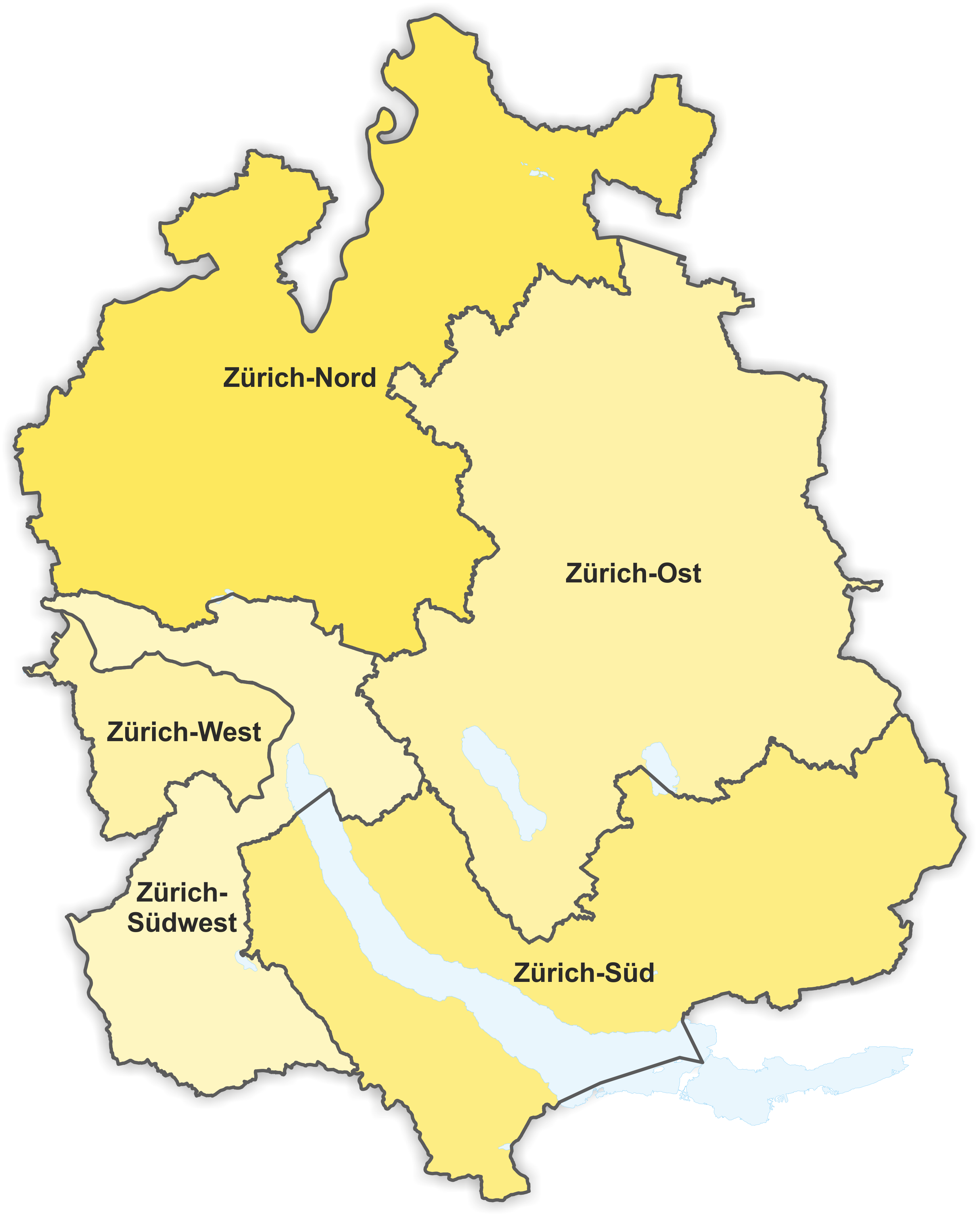
Wahlkreise Kanton Zürich 1911–1919

Das Gebiet des Wahlkreises wurde mit dem «Bundesgesetz betreffend die Nationalrathswahlkreise» vom 23. Juni 1911 festgelegt, als Ergebnis einer Abtrennung vom Wahlkreis Zürich-Südwest. Er umfasste:
- den Kreis III der Stadt Zürich (Aussersihl, Industriequartier und Wiedikon)
- im übrigen Bezirk Zürich die Gemeinden Aesch bei Birmensdorf, Albisrieden, Altstetten, Birmensdorf, Dietikon, Niederurdorf, Oberurdorf, Schlieren und Uitikon

1919 wurden die fünf Zürcher Wahlkreise zum heute noch bestehenden Nationalratswahlkreis Zürich zusammengelegt, in welchem das Proporzwahlrecht gilt.

## Nationalräte
- G = Gesamterneuerungswahl
- E = Ersatzwahl bei Vakanzen

| Datum      | Wahl | Gewählte | Gewählte                                                                    | Partei |
| ---------- | ---- | -------- | --------------------------------------------------------------------------- | ------ |
| 29.10.1911 | G    |          | Herman Greulich, Robert Grimm, Paul Pflüger, Robert Seidel, Johannes Sigg   | SP     |
|            |      |          |                                                                             |        |
| 25.10.1914 | G    |          | Herman Greulich, Robert Grimm, Paul Pflüger, Robert Seidel, Johannes Sigg   | SP     |
|            |      |          |                                                                             |        |
| 19.11.1916 | E    |          | Anton Rimathé                                                               | SP     |
|            |      |          |                                                                             |        |
| 28.10.1917 | G    |          | Herman Greulich, Robert Grimm, August Huggler, Fritz Platten, Anton Rimathé | SP     |

## Quelle
- Erich Gruner: Die Wahlen in den Schweizerischen Nationalrat 1848–1919. Band 3. Francke Verlag, Bern 1978, ISBN 3-7720-1445-3.